# Wayne Cegielski
Wayne Cegielski (ur. 11 stycznia 1956 w Bedwellty, Walia) – były walijski piłkarz polskiego pochodzenia występujący na pozycji obrońcy.